# Distrikt Sunampe
Der Distrikt Sunampe liegt in der Provinz Chincha der Region Ica im Südwesten von Peru. Der am 22. Dezember 1944 gegründete Distrikt hat eine Fläche von 16,2 km². Beim Zensus 2017 lebten 30.286 Einwohner im Distrikt. Im Jahr 1993 lag die Einwohnerzahl bei 17.594, im Jahr 2007 bei 23.969. Die Distriktverwaltung befindet sich in der 76 m hoch gelegenen Stadt Sunampe mit 29.667 Einwohnern (Stand 2017). Sunampe befindet sich 3,5 km westsüdwestlich der Provinzhauptstadt Chincha Alta.

## Geographische Lage
Der Distrikt Sunampe liegt im Westen der Provinz Chincha. Er besitzt eine Längsausdehnung von 5,2 km in Ost-West-Richtung sowie eine Breite von 3,7 km. Er liegt in der wüstenhaften Küstenebene und wird durch einen ein Kilometer breiten Streifen von der Pazifikküste getrennt.
Der Distrikt Sunampe grenzt im Westen an den Distrikt Tambo de Mora, im Norden an den Distrikt Grocio Prado, im Osten an den Distrikt Chincha Alta sowie im Süden an den Distrikt Chincha Baja.